# العلاقات الإريترية الكمبودية
العلاقات الإريترية الكمبودية هي العلاقات الثنائية التي تجمع بين إريتريا وكمبوديا.

## مقارنة بين البلدين
هذه مقارنة عامة ومرجعية للدولتين:
| وجه المقارنة                                              | إريتريا                                      | كمبوديا                   |
| --------------------------------------------------------- | -------------------------------------------- | ------------------------- |
| المساحة (كم2)                                             | 117.60 ألف                                   | 181.03 ألف                |
| عدد السكان (نسمة)                                         | 6.33 مليون                                   | 16.01 مليون               |
| الكثافة السكانية (ن./كم²)                                 | 53.83                                        | 88.44                     |
| العاصمة                                                   | أسمرة                                        | بنوم بنه                  |
| اللغة الرسمية                                             | اللغة التغرينية، اللغة العربية، لغة إنجليزية | اللغة الخميرية            |
| العملة                                                    | ناكفا                                        | ريال كمبودي، دولار أمريكي |
| الناتج المحلي الإجمالي (بليون دولار)                      | 2.61 مليار                                   | 22.16 مليار               |
| الناتج المحلي الإجمالي (تعادل القوة الشرائية) بليون دولار |                                              | 54.37 مليار               |
| الناتج المحلي الإجمالي الاسمي للفرد دولار أمريكي          |                                              | 1.16 ألف                  |
| الناتج المحلي الإجمالي للفرد دولار أمريكي                 |                                              | 3.26 ألف                  |
| مؤشر التنمية البشرية                                      | 0.391                                        | 0.555                     |
| رمز المكالمات الدولي                                      | +291                                         | +855                      |
| رمز الإنترنت                                              | .er                                          | .kh                       |
| المنطقة الزمنية                                           | ت ع م+03:00                                  | ت ع م+07:00               |

## منظمات دولية مشتركة
يشترك البلدان في عضوية مجموعة من المنظمات الدولية، منها:
| علم المنظمة | اسم المنظمة                        | تاريخ انضمام إريتريا | تاريخ انضمام كمبوديا |
| ----------- | ---------------------------------- | -------------------- | -------------------- |
|             | مؤسسة التمويل الدولية              | 11 أكتوبر 1995       | 26 مارس 1997         |
|             | منظمة حظر الأسلحة الكيميائية       | ?                    | ?                    |
|             | يونسكو                             | 2 سبتمبر 1993        | 3 يوليو 1951         |
|             | الاتحاد الدولي للاتصالات           | 6 أغسطس 1993         | 10 أبريل 1952        |
|             | الأمم المتحدة                      | 28 مايو 1993         | 14 ديسمبر 1955       |
|             | منظمة الشرطة الجنائية الدولية      | ?                    | ?                    |
|             | البنك الدولي للإنشاء والتعمير      | 6 يوليو 1994         | 22 يوليو 1970        |
|             | الاتحاد البريدي العالمي            | ?                    | ?                    |
|             | مؤسسة التنمية الدولية              | 6 يوليو 1994         | 22 يوليو 1970        |
|             | وكالة ضمان الاستثمار متعدد الأطراف | 10 سبتمبر 1996       | 1 ديسمبر 1999        |

## وصلات خارجية
- موقع وزارة الخارجية الكمبودية